# Paralcyoniidae
Paralcyoniidae is een familie van zachte koralen uit de klasse der Anthozoa (Bloemdieren).

## Geslachten
- Carotalcyon Utinomi, 1952
- Ceeceenus van Ofwegen & Benayahu, 2006
- Maasella Poche, 1914
- Nanalcyon Imahara, 2013
- Paralcyonium Milne Edwards & Haime, 1850